# Pausanias von Antiochia
Pausanias von Antiochia war ein antiker griechischer Geschichtsschreiber. Seine Lebensdaten sind in der Forschung umstritten, die Datierungen reichen vom (späten) 1. Jahrhundert n. Chr. bis in die Spätantike.
So gut wie alle Angaben zum Leben und Werk des Pausanias sind nur vage rekonstruierbar. Selbst unter den recht zahlreichen, nur fragmentarisch überlieferten antiken griechischen Geschichtsschreibern erscheint er eher obskur. Ein gewisser Pausanias wird in den spätantiken Werken des Stephanos von Byzanz und des Johannes Malalas sowie vom byzantinischen Gelehrten Johannes Tzetzes erwähnt. Demnach hat dieser Pausanias ein Werk über Antiochia am Orontes verfasst, wovon aber nur Fragmente erhalten sind. Den Angaben in den ersten vier Fragmenten zufolge stammte Pausanias auch selbst aus dieser Stadt, die eine der wichtigsten Städte der Antike war.
Damit beginnen jedoch die Probleme, denn es ist sowohl unklar, wann dieser Pausanias gelebt hat, als auch die Form seiner Abhandlung. Felix Jacoby hat versucht, eine Verbindung zwischen diesem Pausanias und dem Lobgedicht des berühmten Rhetors Libanios auf seine Heimatstadt Antiochia (Antiochikos, Rede 11 des Libanios) zu konstruieren und ihn mit Pausanias von Damaskus gleichzusetzen, einem anderweitig fragmentarisch überlieferten Autor. Eine derartige Rekonstruktion operiert allerdings mit zahlreichen Unbekannten und teils sehr spekulativen Annahmen. Paweł Janiszewski hat in seiner wichtigen Darstellung zu verschiedenen nur fragmentarisch erhaltenen griechischen Geschichtsschreibern aufgezeigt, dass sich hinter den diversen und teils sehr vagen Quellenaussagen bis zu vier Autoren verbergen können, die den keineswegs ungewöhnlichen Namen Pausanias trugen. Wenngleich in diesem Zusammenhang der hier behandelte Pausanias herausgefiltert werden kann, so ist die Datierung sehr problematisch; diesbezügliche Ansätze reichen vom 2. bis ins 4. Jahrhundert (vor der Rede des Libanios in den 350er Jahren), aber auch eine Frühdatierung in das 1. Jahrhundert n. Chr. wurde erwogen.
Inhaltlich ist ebenfalls nicht ganz klar, wie die Darstellung des Pausanias, der (zumindest sehr wahrscheinlich) aus Antiochia stammte und ein Werk über seine Heimatstadt verfasste, gestaltet war. Den zugeordneten Fragmenten zufolge war das Werk aber wohl recht breit angelegt und behandelte neben der Gründungsgeschichte der Stadt (ktisis) auch weitere wichtige Ereignisse und beschrieb mehrere Monumente, wobei teils mythische Erzählungen eingearbeitet waren. Allerdings unterscheiden sich die Aussagen bei Stephanos, Malalas und Tzetzes hinsichtlich der inhaltlichen Gestaltung. Malalas zufolge schrieb Pausanias nämlich in „poetischer“ Form, was sich nicht mit den Aussagen bei Stephanos und Tzetzes deckt. Eine plausible Erklärung dafür mag aber sein, dass Malalas, wie in anderen Teilen seiner Chronik, eine Zwischenquelle benutzt hat (wahrscheinlich die von ihm oft zitierte Chronik eines gewissen Domninos), also das Werk des Pausanias nicht selbst gelesen hat. Die Zitate bei Stephanos und Tzetzes belegen zudem, dass Pausanias an chronographischen und geographischen Themen interessiert war, die über Antiochia hinausreichten.
Der behandelte Zeitrahmen reicht von der Gründung Antiochias im Jahr 300 v. Chr. bis in die Regierungszeit des Claudius in der ersten Hälfte des 1. Jahrhunderts n. Chr. Vermutungen, dass Pausanias verschiedene Erdbeben in Antiochia beschrieben hat und darunter auch das aus dem Jahre 115 n. Chr. falle (womit Pausanias frühestens im 2. Jahrhundert gelebt hat), sind problematisch und beruhen auf der Annahme, dass die Äußerungen des Libanios in seiner erwähnten 11. Rede, in der Erdbeben in Antiochia erwähnt werden, auf Pausanias als Quelle basieren.
Paweł Janiszewski hat zudem erwogen, dass Pausanias nicht nur eine Geschichte Antiochias verfasste, sondern darüber hinaus in anderen (nicht erhaltenen) Werken die Gründungsgeschichten mehrerer syrischer Städte geschildert hat.

## Ausgaben und Übersetzungen
- Sulochana R. Asirvatham: Pausanias of Antioch (854). In: Ian Worthington (Hrsg.): Jacoby Online. Brill’s New Jacoby, Part III. Brill, Leiden 2012.
- Benjamin Garstad: Pausanias of Antioch: Introduction, Translation, and Commentary. In: Aram 23, 2011, S. 669–691 (Digitalisat).